# همزیستی قارچ‌ریشه

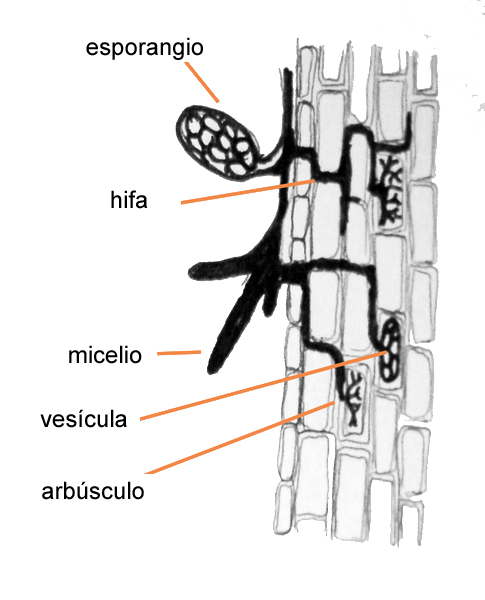
طرح ساده ای ازهمزیستی قارچ‌ریشه ای و گیاه

همزیستی قارچ‌ریشه یا میکوریزا به معنی هم‌زیستی سازنده بین یک قارچ و ریشه‌های یک گیاه است. قارچ‌های مایکوریزایی، نقش عمده‌ای در محدوده ریشه‌گاه دارند، زیرا به عنوان پیوندی مهم در تبادل مواد مغذی بین گیاه و خاک عمل می‌کنند. این قارچ‌ها در این فرایند، هم تغذیه گیاه و هم ثبات خاک را بهبود می‌بخشند. با توجه به اینکه ثبات خاک برای رشد بهینه گیاهان ضروری است، زنجیره بسته‌ای از رابطه‌های علّی و معلولی را در کارکرد قارچ‌های مایکوریزایی در سیستم گیاه-خاک می‌بینیم: قارچ‌ها رشد گیاه را از طریق جذب مواد معدنی از خاک و مقاوم‌تر کردن گیاهان در برابر فشار تقویت می‌کنند؛ گیاه بزرگ‌تری که حاصلِ این کارکرد است، دارای منبع کربن بیشتری در خاک است که این مسئله فعالیت ارگانیسم‌های خاک را افزایش می‌دهد؛ محصولات متابولیسم‌های میکروبی ساخت خاک را بهبود می‌بخشند؛ و ساخت بهتر خاک باعث رشد بهتر گیاه می‌شود.
قارچ‌های مایکوریزایی آبدانه‌ای-آربوسکولی (VAM)، هم برای ریشه و هم برای خاک، هم‌زیست محسوب می‌شوند. ساخت مسلیوم ریشه این قارچ‌ها که اندام‌های مکنده چندشاخه یا آربوسکول در آن ایجاد می‌شود، تماس نزدیکی با سلول‌های بافت ریشه دارد. این آربوسکول‌ها، پایگاه‌های انتقال مواد مغذی از قارچ به گیاه و مواد جذب‌کننده نور از گیاه به قارچ و نهایتاً خاک هستند. میسلیوم خاک به ریزوسفر محدود نمی‌شود، بلکه به خاک خارج از ریزوسفر نیز گسترش می‌یابد. ریسه‌های مناسب قارچ وارد میکروپورهای خاک می‌شوند و در تماس نزدیک با حوزه میکروبی ریزوسفر و همچنین خاک خارج از ریزوسفر هستند. بیوتروف‌های حیاتی قارچ‌های VAM نیاز خود به کربن کاهش‌یافته را از ریشه‌های زنده تأمین می‌کنند. آنها این کربن را با ارگانیسم‌های خاک تقسیم می‌کنند که این ارگانیسم‌ها ممکن است از آن به شکل ماده مترشحه یا با خراشیدن مستقیم ریسه‌ها استفاده کنند؛ بنابراین، برای زیست‌شناس گیاه-خاک، مایکوریزا یا ریشه قارچ، یک ارگانیسم هم‌زیست است که جوانه گیاه را که تبدیل‌کننده انرژی‌ست با آب و مواد مغذی خاک مرتبط می‌کند و این سیستم پیچیده را قادر می‌سازد تا به عنوان یک پیوستار عمل کند. همزیستی قارچ‌ریشه از نظر کشاورزی کاربردی، کلیدی برای تولید بیشتر و حفظ خاک در کشاورزی پایدار است.

## اهمیت همزیستی قارچ‌ریشه
تولید محصول در سیستم‌های کشاورزی می‌تواند پایدار باشد، به شرطی که سیستم به عنوان یک واحد بوم‌شناختی در نظر گرفته شود. وحدت شبکه بوم‌شناختی زیست، متزلزل است و کار کشاورزی بدون بی‌نظمی و اغتشاش، امکان‌پذیر نیست. ریسه‌های مایکوریزایی به عنوان بخش‌های مهمی از این شبکه، همچنان تا حد زیادی ناشناخته هستند و در آثار و بحث‌های مربوط به آگرواکولوژی به‌طور برجسته به آنها پرداخته نشده‌است. دلیل این مسئله احتمالاً، سخت و پیچیده بودن و در نتیجه تخصصی‌تر بودنِ کار با میکروارگانیسم‌های خاک نسبت به کار با گونه‌های زیستی روی خاک است. با این وجود، میکروارگانیسم‌های خاک با کارکردهای مختلف از رشد گیاه پشتیبانی می‌کنند و آسیب دیدن هر یک از این کارکردها ممکن است باعث ایجاد ضعف در تولید پایدار شود. از تسهیل واکنش‌های شیمیایی به وسیله متابولیسم میکروبی گرفته تا ایجاد نیروهای کشنده‌ای که توده‌های گلی را به خاک معمولی تبدیل می‌کنند، جزو این کارکردها هستند. شرایط لازم برای پشتیبانی از این کارکردها باید فراهم شود و در صورت از دست رفتن، احیا گردد تا نه تنها کشاورزی مقرون‌به‌صرفه باشد، بلکه تبدیل به یک عملیات بوم‌شناختی شود. قارچ‌های مایکوریزایی در توازن و هماهنگی گیاه و خاک برای کمک به پایداری در کشاورزی، بسیار مهم هستند.

## همزیستی قارچ‌ریشه در سیستم‌های کشاورزی
بر خلاف اکوسیستم‌های طبیعی که در آنها محدودیت‌های یک جامعه زیستی فقط به وسیله فشارهای محیطی تعیین می‌شود، در آگرو-اکوسیستم، فشارهای فرهنگی تحمیل شده توسط انسان، در تکامل و سرنوشت نهایی اکوسیستم تأثیر دارد. بدیهی‌ست که شدت فشار فرهنگی باید با پایداری سیستم، نسبت عکس داشته باشد. فشارهای فرهنگی چندجانبه هستند: آنها بر گیاه، خاک، یا همزمان بر هر دو تأثیر دارند و هر تأثیری که این فشارها بر یک قسمت از سیستم بگذارد، به سایر بخش‌ها نیز منتقل خواهد شد و قارچ‌های VAM این فشارها را تعدیل می‌کنند.
فشاری که در سیستم‌های کاشت علوفه بسیار شایع است، کوتاه کردن (هرس) یا چریدن است و اگر به صورت تعدیل‌شده وارد شود، ممکن است مفید باشد. با این حال، از دست رفتن بافت‌های فتوسنتزی نه تنها بر گیاه و توانایی تولیدمثل رشد جوانه تأثیر دارد، بلکه موجودیت کربن کاهش‌یافته در دسترس خاک و جامعه میکروبی آن را نیز تحت تأثیر قرار می‌دهد. قارچ‌های VAM این فرایند را تا میزانی که هنوز کاملاً مورد بررسی قرار نگرفته‌است، تعدیل می‌کنند. فشارِ چریدن همیشه همراه با فشردگی خاک است. از آنجا که قارچ‌های VAM به شکل فراگیر، لایه‌های خاک سطحی را اشغال می‌کنند، تأثیر بر میسلیوم خاک دوجانبه است: اختلال فیزیکی در شبکه ریسه‌ای و له کردن هاگ‌های با دیواره نسبتاً نازک و بزرگ، علاوه بر فشار کربنی. سرانجام، اگر درک محدودیت‌های فشار سیستم باعث تدوین بموقع اقدامات مدیریتی مناسب نشود، نتیجه نهایی، فرسایش است.
بی‌نظمی خاک، در سیستم‌های کشاورزی که از بیل‌زنی یا روش‌های مشابه آن استفاده می‌کنند، فراگیر و رایج است. تأثیرات بی‌نظمی خاک بر تغذیه گیاه، به خوبی شناخته‌شده هستند. اخیراً رابطه بین اختلال ریسه‌های قارچ‌های VAM و جذب فسفر به وسیله گیاه میزبان تأیید شده‌است. برای کارکرد بهینه، گیاه ظاهراً نیاز به شبکه ریسه‌ای سالم دارد. مشخص شده‌است که تأثیرات مشابه بر تغذیه گیاه از آیش ناشی می‌شود. قارچ‌های VAM به عنوان بیوتروف‌های اجباری نمی‌توانند بدون گیاه میزبان حیات خود را در طولانی‌مدت ادامه دهند. هنگامی که آیش طولانی برای حفظ رطوبت خاک انجام می‌شود، جمعیت قارچ‌های VAM ممکن است در نبود گیاهان کاهش یابد، تا حدی که تولیدمثل میسلیوم خاک VAM به شدت آسیب ببیند. در نتیجه، پس از آیش کمبود فسفر در محصول پیش می‌آید؛ بنابراین، تأثیر دو اقدام متفاوت یعنی بیل‌زنی و آیش بر محصول، می‌تواند مشابه هم و مضر باشد که این تأثیر با آسیب اندوفیت‌های VAM تعدیل می‌شود. اگر بیل‌زنی برای اضافه کردن کود باشد، مشکلی پیش نخواهد آمد. با این حال، در مناطقی که مواد شیمیایی کشاورزی، در دسترس یا دارای قیمت مناسب نیستند، باید پیش از آنکه راه‌های بیولوژیک مانند برداشت و مدیریت قارچ‌های VAM بتوانند مشکل را حل کنند، منبع مشکل را پیدا کرد.
یک راه‌حل برای حل مشکل بی‌نظمی خاک، کاهش در شدت بیل‌زنی است. با این حال، در کشاورزی مدرن، سنتی و مبتنی بر مواد شیمیایی، سیستم‌های بدون بیل‌زنی اغلب نیازمند مقادیر افزایش‌یافته زیست‌کش‌ها برای کنترل علف هرز و آفت هستند. این زیست‌کش‌ها ممکن است ارگانیسم‌های نامطلوب را کنترل کنند، اما در این فرایند می‌توانند بر ارگانیسم‌های مطلوب نیز تأثیر بگذارند. قارچ‌های مایکوریزایی از جمله این اهداف ناخواسته هستند. از آنجا که آنها به‌طور همزمان بخش جدایی‌ناپذیر گیاه میزبان خود و جامعه میکروبی خاک هستند، ممکن است مستقیماً تحت تأثیر زیست‌کش‌ها قرار بگیرند یا از طریق تأثیر بر گیاه میزبان یا ارگانیسم‌های خاک میزبان، آسیب ببینند. این تعاملات پیچیده، برای پایداری مهم هستند، زیرا وقفه‌های ایجاد شده در رشد ریسه‌ای VAM به دلیل کاربرد زیست‌کش، جلوگیری از نفوذ به ریشه و تغییر در ترکیب گونه‌های موجود در خاک می‌تواند برای باروری خاک و تولید گیاه مهم باشد.
استفاده از برخی مواد شیمیایی در کشاورزی مبتنی بر زیست‌شناسی قابل توجه است، زیرا تأثیرات بسیار سمی ناخواسته بر ارگانیسم‌های مطلوب مانند قارچ‌های VAM دارد، در حالی که برخی دیگر از این مواد، قدرت نفوذ و هاگ‌سازی VAM را تقویت می‌کنند. قارچ‌کش‌ها نیز ممکن است تشکیل مایکوریزا را با تغییر رقابت میکروبی در خاک یا کنترل پاتوژن‌های گیاهی، بهبود بخشند. قارچ‌های VAM ممکن است مقاومت گیاه میزبان را در برابر فشار آفت‌کش‌ها افزایش دهند. کاربرد زیست‌کش‌ها با استفاده از دانشی که از تأثیرات آنها بر قارچ‌های VAM و نیز بر پاتوژن‌ها و آفت‌ها داریم، می‌تواند از نظر افزایش توان قارچ‌های VAM به عنوان عوامل کنترل بیولوژیکی و نیز از نظر اهمیت آنها در سلامت عمومی و رشد سیستم گیاه-خاک از لحاظ عملی مهم باشد.

## تعاملات گیاه و خاک
ریشه‌گاه (ریزوسفر) و تعاملات بیولوژیکی که در آن رخ می‌دهد، مفاهیمی هستند که تاریخ بررسی آنها، به ابتدای قرن بیستم بازمی‌گردد. با این حال، اندازه‌گیری بسیاری از جنبه‌های کارکردی این رابطه‌ها اخیراً آغاز شده‌است. بخش زیادی از کربن جذب شده از گیاه توسط ریزوسفر ممکن است توسط قارچ‌های VAM تعدیل شود. حضور قارچ‌های مایکوریزایی می‌تواند سرعت فتوسنتز را افزایش دهد و کاهش کربن را به وسیله اندوفیت‌ها جبران کند. جریان کربن از سمت ریشه‌های گیاه از طریق ارگانیسم‌های قارچی و میکروبی می‌تواند یک از فرایندهای کلیدی در اکوسیستم‌های خاکزی باشد.
چند بازخورد مثبت بین گیاهان و جامعه‌های زیستی خاک-میکروب وجود دارد. مواد مترشحه از ریسه‌ها و ریشه‌های VAM، مقداری انرژی فراهم می‌کند که از تنوع میکروارگنیسم‌های خاک پشتیبانی خواهد کرد. به نظر می‌رسد مایکوریزاها در حفظ انباشتگی خاک، مهم هستند. انباشتگی خاک ممکن است به تعاملات فیزیکی-شیمیایی بین سطوح گلی و مواد ارگانیکی که تا حدی تجزیه شده‌اند یا فشارهای فیزیکی ریشه‌ها و ریسه‌هایی نسبت داده شود که توسط پلی‌ساکاریدهای تولید شده به صورت میکروبی، به هم می‌چسبند. در بسیاری از موارد، از دست رفتن انباشتگی و ساخت خاک، توانایی خاک را برای اندوختن مواد غذایی و آب کاهش می‌دهد. هنگامی که خاک‌ها آیش می‌شود یا گیاهانی در خاک‌های بکر، کاشت می‌شود، کربوهیدرات‌های خاک، انباشتگی و جمعیت قارچ‌های VAM کاهش می‌یابد؛ بنابراین، ارگانیسم‌های خاک می‌توانند با بهبود ساخت خاک، بر رشد گیاه تأثیر بگذارند.
تأثیر تغییراتِ تعدیل‌شده از نظر میکروبی، بر ساخت خاک، در کشاورزی پایدار مهم است. ساخت خاک بر نفوذ مواد مغذی، ویژگی‌های رطوبتی خاک، پتانسیل فرسایش و نیز چرخش مواد مغذی تأثیر می‌گذارد. توماس و همکارانش نشان دادند که گیاهان VAM می‌توانند فراوانی کلان‌انباشت‌های مقاوم در برابر آب را نسبت به گیاهان غیرVAM افزایش دهند؛ بنابراین، تأثیر همزیستی قارچ-گیاه در خاک باید بخشی از ارزیابی تأثیرات VAM بر رشد گیاه باشد. قبلاً بر گیاه بسیار تأکید می‌شد، اما توجه به تأثیرات VAM ممکن است حالا خاک را در معرض تأکید قرار دهد. یک حوزه پژوهشی بکر و مفید می‌تواند ارزشیابی تأثیرات درازمدت جوامع مختلف گیاهی و میکروبی بر ساخت خاک باشد. اگر مشخص شود گونه‌های قارچ‌های VAM در انتقال کربن به خاک بدون تأثیر مستقیم بر تغذیه گیاه مؤثر هستند، موضوع «تغذیه خاک» واقعاً جالب خواهد بود.

## تعاملات گیاه با گیاه
انتقال مواد مغذی بین حوزه ریشه‌های گیاهان مرتبط نیز توسط قارچ‌های VAM تحت تأثیر قرار می‌گیرد، زیرا ریسه‌های آنها، ریشه‌های گیاهان مجاور را تحت سیطره قرار می‌دهد و با یکدیگر مرتبط می‌کند. مشاهدات قبلی بر جریان مواد مغذی بین گیاهان که توسط قارچ‌های VAM تعدیل می‌شد، توسط نیومن (۱۹۸۸) خلاصه‌وار فهرست شده‌اند. این مشاهدات نشان دادند که مفهومی به نام توزیع منابع در جامعه‌های گیاهی وجود دارد که با حرکت مواد مغذی از طریق شیب‌های متمرکز بین گیاهان فرستنده و گیرنده VAM بهینه‌سازی می‌شود. در حالی که تأثیرات بالقوه این پدیده بر ساخت جامعه گیاهی، بسیار زیاد است، جریان مواد مغذی با حجم کافی برای ایجاد تغییراتی در رشد و تغذیه گیاه که از نظر کمّی تأثیرگذار باشند، هنوز کاملاً روشن نشده‌است.
جریان مواد مغذی بین گیاهان در ارتباط بین حبوبات و غیرحبوبات قابل توجه است، زیرا نقش حبوبات به عنوان تأمین‌کننده نیتروژن ثابت از نظر بیولوژیکی برای غیرحبوبات مهم است. با این حال، در کاشت‌های همزمان، تأثیرات بر گیاهان مرتبط با حبوبات پیچیده‌است و می‌تواند از افزایش محصول تا کاهش محصول، متفاوت باشد. ثمربخشی ورود نیتروژن به سیستم چندمحصولی توسط حبوبات می‌تواند با در دسترس بودن فسفر مرتبط باشد که این تأثیر اخیراً به وسیله آزمایش‌های شامل مایکوریزا تأیید شده‌است. باید مشخص شود که رابطه‌های منبع-جذب که توسط VAM تعدیل می‌شود، جهت جریان مواد مغذی بین گیاهان را تعیین می‌کند یا خیر. کاربرد ثمربخش قارچ‌های VAM در کاشت‌های چندمحصولی نیازمند تأیید سازگاری قارچ‌ها با گیاهان میزبان و همچنین درک زمان‌بندی دوره‌های جذب حداکثر به وسیله گیاهان مرتبط است.

## شبکه زیرزمینی

### ارتباطات شیمیایی
گیاهان از طریق شبکه مایکوریزایی با یکدیگر ارتباط برقرار می‌کنند. این شبکه به آنها اجازه می‌دهد اطلاعاتی درباره حمله آفات یا تغییرات محیطی را به اشتراک بگذارند.

### تبادل مواد مغذی
تحقیقات نشان داده‌اند گیاهان بزرگ‌تر می‌توانند مواد مغذی را از طریق شبکه مایکوریزایی به گیاهان کوچک‌تر منتقل کنند. این فرایند شبیه به یک سیستم حمایتی در جوامع گیاهی عمل می‌کند.

### هشدارهای خطر
وقتی گیاهی مورد حمله حشرات قرار می‌گیرد، می‌تواند از طریق شبکه مایکوریزایی به گیاهان مجاور هشدار دهد. گیاهان دریافت‌کننده این پیام‌ها قبل از حمله، دفاع شیمیایی خود را تقویت می‌کنند.

### = حافظه جمعی
شواهد نشان می‌دهد شبکه مایکوریزایی ممکن است نوعی حافظه اکولوژیکی ایجاد کند که به گیاهان کمک می‌کند با تغییرات محیطی بهتر سازگار شوند.

### جنگل مادر
درختان بزرگ‌تر و مسن‌تر در جنگل‌ها از طریق شبکه مایکوریزایی از نهال‌های جوان مراقبت می‌کنند. این درختان مادر کربن و مواد مغذی را به نهال‌هایی که در سایه رشد می‌کنند منتقل می‌کنند.

### بهبود ساختار خاک
ریسه‌های مایکوریزایی با تولید ماده چسبنده به نام گلومالین، به تشکیل خاکدانه‌ها کمک می‌کنند. این کار باعث بهبود تهویه و نفوذپذیری خاک می‌شود.

### ذخیره کربن
شبکه گسترده ریسه‌های مایکوریزایی مقدار قابل توجهی کربن را در خاک ذخیره می‌کنند. این فرایند نقش مهمی در کاهش تغییرات اقلیمی دارد.

### مقاومت به خشکی
گیاهان دارای مایکوریزا معمولاً مقاومت بیشتری به خشکی نشان می‌دهند. ریسه‌های قارچی سطح جذب آب را افزایش داده و به مناطق دور از ریشه دسترسی پیدا می‌کنند.

### سم‌زدایی خاک
برخی قارچ‌های مایکوریزایی می‌توانند فلزات سنگین و آلاینده‌های آلی را در خاک تجزیه یا تثبیت کنند. این ویژگی در پالایش خاک‌های آلوده بسیار ارزشمند است.

### تنوع زیستی
مایکوریزاها با حمایت از رشد گیاهان مختلف، به حفظ تنوع زیستی کمک می‌کنند. آنها به ویژه در اکوسیستم‌های فقیر از نظر مواد مغذی اهمیت دارند.

## حافظه جمعی

### مکانیسم‌های ثبت اطلاعات
گیاهان از طریق شبکه مایکوریزایی قادر به ثبت و ذخیره اطلاعات محیطی هستند. ریسه‌های قارچی به عنوان رسانه انتقال داده عمل می‌کنند و الگوهای شیمیایی خاصی را در پاسخ به محرک‌ها ایجاد می‌کنند.

این سیستم ثبت اطلاعات بر پایه تغییرات متابولیکی در سلول‌های گیاهی و قارچی کار می‌کند. هر تجربه محیطی (مانند خشکی یا حمله آفات) الگوی بیوشیمیایی منحصر به فردی ایجاد می‌کند.

### انتقال خاطرات بین نسلی
شواهد نشان می‌دهد گیاهان می‌توانند خاطرات محیطی خود را به نسل بعد منتقل کنند. این انتقال از طریق تغییرات اپی‌ژنتیک و همچنین انتقال سیگنال‌های شیمیایی از طریق شبکه مایکوریزایی انجام می‌شود.

گیاهان مادر که تجربه مواجهه با استرس را دارند، می‌توانند نهال‌های خود را برای شرایط مشابه آماده کنند. این فرایند از طریق تغییر در ترکیب شیمیایی بذرها و همچنین ارتباط شبکه مایکوریزایی انجام می‌گیرد.

### یادگیری جمعی
جوامع گیاهی از طریق شبکه مایکوریزایی قادر به یادگیری جمعی هستند. وقتی تعدادی از گیاهان یک منطقه با چالشی محیطی مواجه می‌شوند، اطلاعات مربوط به راه‌حل‌های موفقیت‌آمیز در کل جامعه منتشر می‌شود.

این یادگیری جمعی باعث می‌شود گیاهانی که هرگز مستقیماً با چالش مواجه نشده‌اند نیز پاسخ‌های دفاعی مناسب را توسعه دهند. سرعت این یادگیری در جوامع گیاهی با تراکم بالای ارتباطات مایکوریزایی بیشتر است.

### حافظه اکولوژیکی
شبکه‌های مایکوریزایی به عنوان حافظه اکولوژیکی عمل می‌کنند. آنها اطلاعاتی درباره تغییرات فصلی، الگوهای آب و هوایی و چرخه‌های مواد مغذی را برای سال‌ها حفظ می‌کنند.

این حافظه به گیاهان کمک می‌کند با تغییرات محیطی بهتر سازگار شوند. گیاهان جدیدی که به جامعه ملحق می‌شوند می‌توانند از این اطلاعات ذخیره شده استفاده کنند.

### کاربردهای کشاورزی
درک حافظه جمعی گیاهان می‌تواند انقلابی در کشاورزی ایجاد کند. با پرورش گیاهانی که توانایی یادگیری جمعی بالایی دارند، می‌توان سیستم‌های کشاورزی مقاوم‌تری ایجاد کرد.

استفاده از قارچ‌های مایکوریزایی خاص می‌تواند به انتقال خاطرات مفید بین گیاهان زراعی کمک کند. این روش به ویژه در مواجهه با تغییرات اقلیمی ارزشمند خواهد بود.

## پروبیوتیک‌های مایکوریزایی
مکانیسم‌های عمل پروبیوتیکی
مایکوریزاها با تولید اگزومتابولیت‌های خاص مانند گلوکانها و مانوپروتئین‌ها، باعث تحریک رشد باکتری‌های مفید روده می‌شوند. این ترکیبات به عنوان پری‌بیوتیک عمل می‌کنند.

تأثیر بر فلور روده
مطالعات حیوانی نشان داده‌اند که عصاره‌های مایکوریزایی می‌توانند جمعیت باکتری‌های مفید مانند Lactobacillus و Bifidobacterium را تا 40% افزایش دهند و در عین حال باکتری‌های بیماری‌زا را کاهش دهند.

کاربرد در محصولات لبنی
برخی گونه‌های مایکوریزایی مانند Glomus spp. در تولید ماست‌های پروبیوتیک استفاده شده‌اند. این محصولات اثرات ضدالتهابی قابل توجهی در مدل‌های حیوانی نشان داده‌اند.

تقویت سیستم ایمنی
پلی‌ساکاریدهای استخراج شده از مایکوریزاها باعث افزایش تولید IgA در روده و تحریک ماکروفاژها می‌شوند. این اثرات در پیشگیری از عفونت‌های گوارشی مفید هستند.

کاربردهای بالینی
در مطالعات انسانی اولیه، مکمل‌های حاوی مایکوریزا در درمان سندرم روده تحریک‌پذیر و کولیت اولسراتیو نتایج امیدوارکننده‌ای نشان داده‌اند. این ترکیبات التهاب روده را به‌طور معنی‌داری کاهش می‌دهند.

### ساختار مولکولی شبکه‌های مایکوریزایی
پروتئین‌های سیگنالینگ
شبکه‌های مایکوریزایی از پروتئین‌های تخصص‌یافته‌ای مانند SYM pathway proteins برای ارتباط بین گیاه و قارچ استفاده می‌کنند. این پروتئین‌ها امکان شناسایی متقابل و آغاز همزیستی را فراهم می‌آورند.

لیپید
غشاهای رابط در ساختار آربوسکول حاوی لیپیدهای غیرمعمولی مانند lysophosphatidylcholine هستند. این لیپیدها به انتقال کارآمد مواد مغذی بین موجودات کمک می‌کنند.

کانال‌های انتقال
پروتئین‌های انتقال‌دهنده ویژه مانند PT4 و AMT2 در غشاهای رابط بیان می‌شوند. این کانال‌ها جریان فسفات و نیتروژن را بین همزیستان تنظیم می‌کنند.

ماتریکس خارج سلولی
منطقه رابط آپوپلاستی حاوی پلی‌ساکاریدهای اصلاح‌شده مانند arabinogalactan proteins است. این ماتریکس به عنوان فیلتر مولکولی و بستر سیگنالینگ عمل می‌کند.

سیستم‌های آنتی‌اکسیدانی
آنزیم‌هایی مانند سوپراکسید دیسموتاز و کاتالاز در ناحیه رابط به وفور یافت می‌شوند. این سیستم از آسیب اکسیداتیو در طول تبادلات متابولیک پیشگیری می‌کند.

## فیزیولوژی همزیستی مایکوریزایی
تبادلات متابولیک
گیاهان تا ۲۰٪ از کربن فتوسنتزی خود را با قارچ‌ها مبادله می‌کنند. در مقابل، قارچ‌ها دسترسی گیاه به فسفر و نیتروژن را تا ۱۰ برابر افزایش می‌دهند.

تنظیم هورمونی
همزیستی مایکوریزایی سطح هورمون‌های گیاهی مانند جاسمونات و استریگولاکتون را تغییر می‌دهد. این تغییرات باعث تعدیل رشد ریشه و پاسخ‌های دفاعی می‌شود.

سازگاری‌های ریشه‌ای
گیاهان همزیست، ساختار ریشه خود را تغییر می‌دهند. کاهش رشد ریشه‌های جانبی و افزایش تراکم ریشه‌های مویین از جمله این سازگاری‌هاست.

پاسخ به تنش‌ها
گیاهان دارای مایکوریزا مقاومت بیشتری به خشکی، شوری و فلزات سنگین نشان می‌دهند. این مقاومت از طریق تنظیم اسمولیت‌ها و آنزیم‌های آنتی‌اکسیدان ایجاد می‌شود.

ریتم‌های روزانه
فعالیت مایکوریزایی از ریتم‌های روزانه تبعیت می‌کند. جذب فسفات و انتقال کربن در ساعات خاصی از روز به حداکثر خود می‌رسد.

## کاربردهای پزشکی مایکوریزایی
تولید متابولیت‌های دارویی
برخی قارچ‌های مایکوریزایی ترکیبات ضدسرطانی مانند taxol تولید می‌کنند. این ترکیبات در حال بررسی برای استفاده در شیمی‌درمانی هستند.

تقویت سیستم ایمنی
پلی‌ساکاریدهای استخراج شده از مایکوریزاها می‌توانند پاسخ‌های ایمنی را تحریک کنند. این ترکیبات به عنوان ادجوانت واکسن مورد مطالعه قرار گرفته‌اند.

گیاهان دارویی تقویت‌شده
کشت گیاهان دارویی در حضور مایکوریزاها باعث افزایش تولید متابولیت‌های ثانویه ارزشمند می‌شود. این روش برای افزایش تولید آلکالوئیدها و فنولیک‌ها استفاده می‌شود.

پروبیوتیک‌های طبیعی
مایکوریزاها می‌توانند به عنوان پروبیوتیک برای گیاهان و انسان عمل کنند. برخی گونه‌ها باعث افزایش جمعیت باکتری‌های مفید روده در مطالعات حیوانی شده‌اند.

درمان بیماری‌های التهابی
ترکیبات ضدالتهابی استخراج شده از مایکوریزاها در درمان بیماری‌هایی مانند کولیت اولسراتیو مؤثر بوده‌اند. این ترکیبات مسیرهای NF-κB را مهار می‌کنند.

## نقش همزیستی قارچ‌ریشه در کشاورزی پایدار
یک سیستم کشاورزی پایدار، زمانی مبتنی بر علم زیست‌شناسی است که مؤلفه‌های تولیدی و حمایتی آن یعنی گیاه و خاک، در توازن باشند. این توازن به توانایی خاک و گیاه در حمایت هماهنگ از میکروارگانیسم‌های بومی سالم و متنوع در محیط تعاملی گیاه و خاک یعنی ریزوسفر بستگی دارد. میکروارگانیسم‌های خاک باعث تسهیل و تقویت جریان مواد مغذی از سمت بافت بی‌حرکت خاک به سمت گیاه می‌شوند. گیاه برای مؤلفه‌های زنده خاک، انرژی تأمین می‌کند و در عوض این مؤلفه‌ها برای شکل‌گیری ساخت‌های فیزیکی و توازن‌های شیمیایی در بافت خاک، حیاتی هستند و در نتیجه رشد ریشه‌ها را تقویت می‌کنند. در میان انواع فراوان ارگانیسم‌های خاک، یکی از آنها به دلیل توانایی آن در تشکیل پیوند بین گیاه و خاک، بسیار برجسته است: قارچ مایکوریزایی. این قارچ‌ها به سلول‌های گیاه میزبان خود و همچنین بافت خاک میزبان نفوذ می‌کنند و آن را تحت سیطره خود می‌گیرند و یک سیستم انتقال دوراهه زیستی برای جریان یافتن مواد مغذی معدنی از خاک به گیاه و ترکیبات کربنی از گیاه به خاک تشکیل می‌دهند. در این فرایند، آنها رشد و سلامت گیاه، تکثیر ارگانیسم‌های خاک و تشکیل ساخت مناسب خاک بدون کمک مواد شیمیایی را بهبود می‌بخشند؛ لذا این قارچ‌ها برای کشاورزی پایدار و مبتنی بر زیست‌شناسی، کلیدی محسوب می‌شوند.